# Костоліште
Костоліште (словац. Kostolište) — село, громада округу Малацки, Братиславський край, південно-західна Словаччина, регіон Загоріє. Кадастрова площа громади — 16,83 км².
Населення 1 603 особи (станом на 31 грудня 2017 року). Поруч протікає річка Єжовка.

## Історія
Костоліште згадується в 1206 році.

## Населення
| Рік:            | 1994. | 2004.    | 2014.    | 2024.    |
| --------------- | ----- | -------- | -------- | -------- |
| Кількість осіб: | 853   | 1034     | 1340     | 2344     |
| Різниця:        |       | +21,21 % | +29,59 % | +74,92 % |

| Рік:            | 2023. | 2024.   |
| --------------- | ----- | ------- |
| Кількість осіб: | 2259  | 2344    |
| Різниця:        |       | +3,76 % |